# Кэрнс, Хью, 1-й граф Кэрнс
Хью Маккалмонт Кэрнс, 1-й граф Кэрнс (англ. Hugh McCalmont Cairns, 1st Earl Cairns; 27 декабря 1819 — 2 апреля 1885) — англо-ирландский государственный деятель, дважды занимавший пост лорда-канцлера Великобритании во время первых двух министерств Бенджамина Дизраэли. Он был одним из самых видных консервативных государственных деятелей в Палате лордов в этот период викторианской политики. Он был семнадцатым ректором Дублинского университета с 1867 по 1885 год.

## Происхождение и образование
Хью Кэрнс родился 27 декабря 1819 года в Калтре, графство Даун, Ирландия. Его отец, Уильям Кэрнс, бывший капитан 47-го полка, происходил из семьи шотландского происхождения, которая переехала в Ирландию около 1715 года.
Хью Кэрнс был вторым сыном и получил образование в Белфастской академии и Тринити-колледже в Дублине, получив диплом старшего модератора классической литературы в 1838 году . В 1844 году он был вызван в коллегию адвокатов Миддл-Темпл, куда он переехал из Линкольнс-Инн.

## Юридическая и политическая карьера
В первые годы работы в канцлерском суде Хью Кэрнс проявил мало красноречия. Он был настолько медлительным и неуверенным, что опасался за свою юридическую карьеру. Однако в 1852 году он вошёл в парламент в качестве члена от Белфаста, а в 1856 году стал королевским адвокатом. В 1858 году Кэрнс был назначен генеральным солиситором и посвящен в рыцари.
В мае того же года он произнес две из своих самых блестящих и запоминающихся речей в Палате общин. В первом он защищал действия лорда Элленборо, который, будучи президентом Контрольного совета, не только осудил лорда Каннинга за прокламацию, изданную им в качестве генерал-губернатора Индии, но и обнародовал депешу, в которой содержалось порицание. было передано. В другом упомянутом случае Кэрнс выступил против поправки лорда Джона Рассела к предложению о втором чтении законопроекта о реформе правительства, получив одобрение Бенджамина Дизраэли. Признательность Дизраэли нашла возможность проявить себя несколько лет спустя, когда в 1868 году он пригласил его на пост лорда-канцлера в недолгой консервативной администрации, последовавшей за отставкой лорда Дерби с поста партийного руководства. Тем временем Кэрнс сохранял свою репутацию в дебатах, как когда его партия была у власти, так и когда она была в оппозиции.
В 1866 году лорд Дерби, вернувшись к управлению правительством, назначил генеральным прокурором Хью Кэрнса, и в том же году он воспользовался вакансией, чтобы добиться сравнительного отдыха в Апелляционном суде. Будучи лордом-судьей, ему предложили звание пэра, и хотя поначалу он не мог его принять, в конце концов он сделал это, когда родственник предоставил средства, необходимые для присвоения титула. Назначение барона Кэрнса лордом-канцлером в 1868 году означало замену лорда Челмсфорда, что, очевидно, было совершено Дизраэли без особого такта. Челмсфорд заявил, что его отослали с меньшей вежливостью, чем если бы он был дворецким, но лорд Малмсбери свидетельствует, что это дело стало результатом договоренности, достигнутой, когда лорд Челмсфорд вступил в должность. Дизраэли пробыл на своем посту всего несколько месяцев. В 1869 году Кэрнс сменил лорда Малмсбери на посту лидера консервативной оппозиции в Палате лордов.

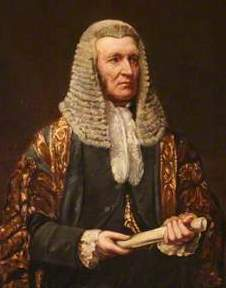
Лорд Кэрнс в роли лорда-канцлера, с картины Лоуэса Като Дикинсона

Он отличился в палате общин своим сопротивлением законопроекту о присяге католиков, внесенному в 1865 году; в палате лордов его усилия от имени Ирландской церкви были столь же напряженными. Его речь по поводу законопроекта Уильяма Гладстона об отсрочке была впоследствии опубликована в виде брошюры, но позицию, которую занял он и последовавшие за ним коллеги, настаивая на внесении поправок в преамбулу законопроекта, было трудно сохранить, и лорд Кэрнс сделал условия с лордом Гренвилем при обстоятельствах, которые не позволяли ему сначала проконсультироваться со своей партией. Он издал циркуляр, объясняющий свои действия. Этот инцидент, похоже, продемонстрировал его государственную мудрость, поскольку он добился уступок, которые были бы безвозвратно потеряны из-за продолжающегося противодействия. Вскоре после этого лорд Кэрнс отказался от руководства своей партией в верхней палате, но возобновил его в 1870 году и в том же году выступил против ирландского земельного билля. После возвращения консерваторов к власти в 1874 году он снова стал лордом-канцлером. В 1878 году ему были присвоены титулы виконта Гармойла и графа Кэрнса. В 1880 году его партия лишилась власти, а Хью Кэрнс лишился поста лорда-канцлера Великобритании.
В оппозиции он не играл такой заметной роли, как раньше, но когда Бенджамин Дизраэли (к тому времени созданный графом Биконсфилдом) умер в 1881 году, некоторые консерваторы считали, что его претензии на руководство партией лучше, чем у лорда Солсбери. Его здоровье, никогда не отличавшееся крепким здоровьем, в течение многих лет периодически показывало признаки ухудшения. Он периодически уезжал на пенсию на Ривьеру и в течение многих лет имел дом в Борнмуте, где и умер.
Лорд Кэрнс был большим сторонником доктора Томас Джон Барнардо. который позвал его на открытие своего первого дома для девочек-сирот в Баркингсайде, Илфорд, Эссекс 9 июля 1876 года.

## Наследие

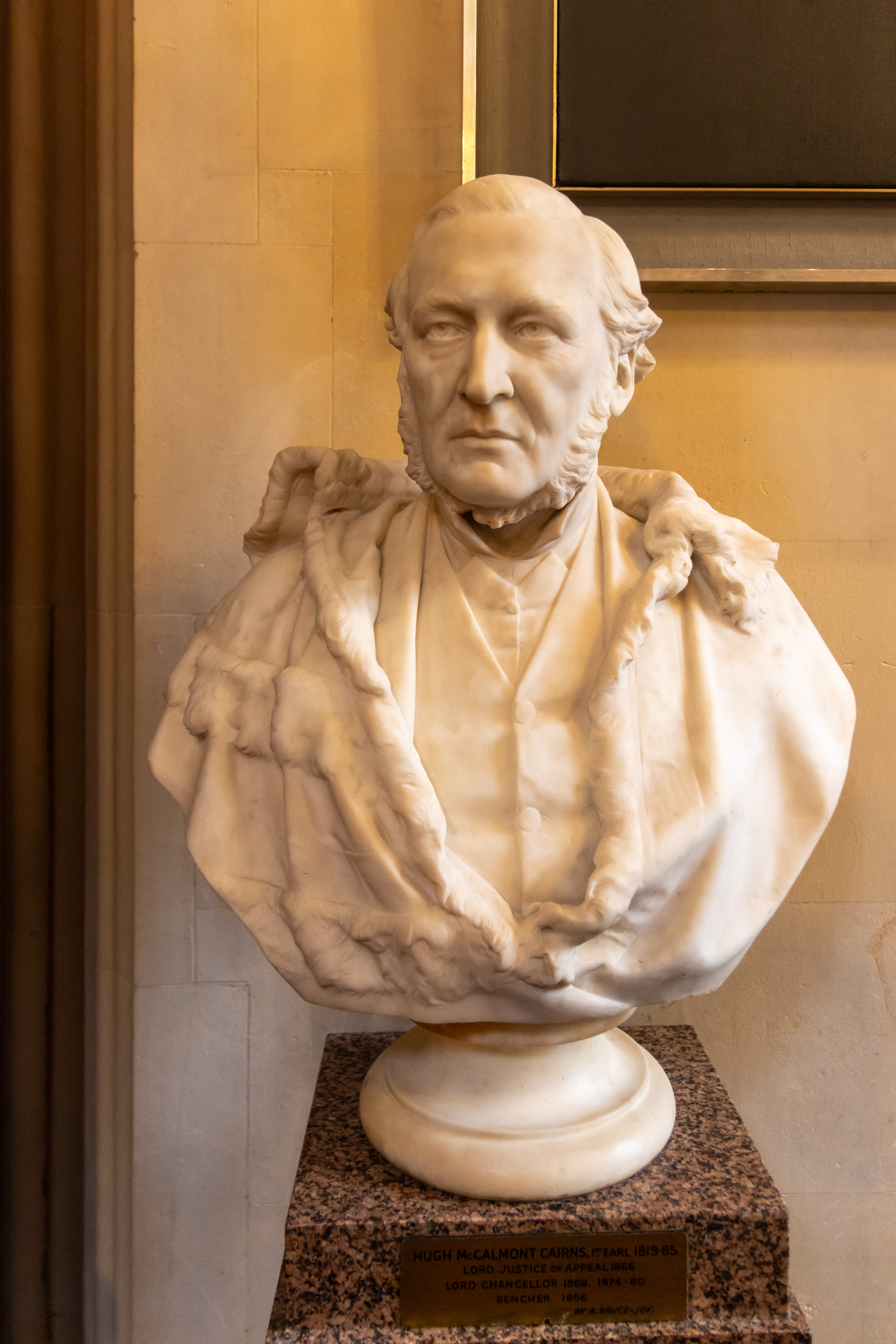
Бюст графа Кэрнса в Линкольнс-Инн

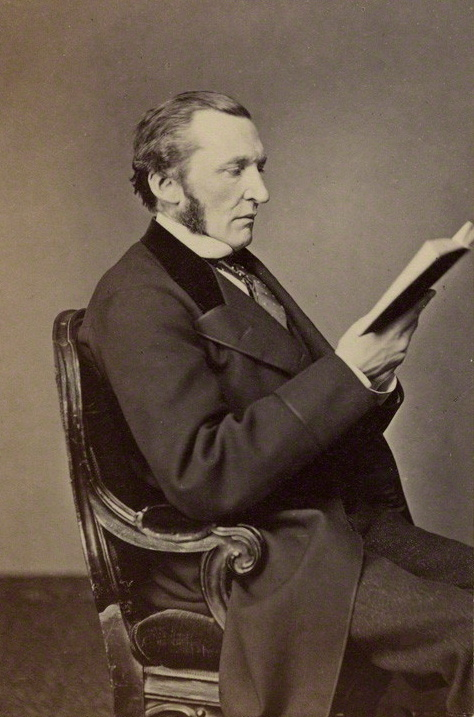
Лорд Кэрнс в 1860-х годах

Его влияние на законодательство того времени в значительной степени ощущалось там, где затрагивались вопросы религии и церкви, а также в вопросах, особенно затрагивающих его собственную профессию. Его власть, как уже было сказано, ощущалась и когда он был у власти, и когда его партия находилась в оппозиции. Он был председателем комитета по реформе судебной системы, и хотя он не занимал эту должность, когда были приняты законы о судебной системе, все реформы в правовой процедуре того времени во многом были обязаны ему. Когда он находился вне офиса, он принимал участие в принятии Закона о собственности замужних женщин 1882 года и нес прямую ответственность за Закон о передаче собственности и Закон о заселенных землях. Можно было бы процитировать многие другие законы, которые в значительной степени касались его. Его суждения можно найти в «Юридических отчетах», а тем, кто желает принять во внимание его ораторское искусство, следует прочитать упомянутые выше речи или речи, произнесенные в Палате лордов по поводу законопроекта о компенсации за беспокойство в 1880 году, а также его памятную критику политики г-на Гладстона в Трансваале после битвы при Маджуба-Хилле.

## Семья
9 мая 1856 года Хью Кэрнс женился на Мэри Харриет (1833 — 29 октября 1919), старшей дочери Джона Макнила из графства Антрим, и Шарлотты Лавинии Даллас. У супругов было пять сыновей и две дочери:
- Хью Кэрнс (? — 22 июля 1858)
- Леди Лилиас Шарлотта Кэрнс (3 февраля 1860 — 5 сентября 1889), в 1878 году вышла замуж за преподобного Генри Невила Шербрука
- Артур Уильям Кэрнс, 2-й граф Кэрнс (21 декабря 1861 — 14 января 1890), второй сын и преемник отца.
- Герберт Джон Кэрнс, 3-й граф Кэрнс (17 июля 1863 — 14 января 1905)
- Уилфред Даллас Кэрнс, 4-й граф Кэрнс (28 ноября 1865 — 23 октября 1946)
- Достопочтенный Дуглас Халибертон Кэрнс (5 сентября 1867 — 6 марта 1936)
- Леди Кэтлин Мэри Кэрнс (30 июля 1870 — 17 февраля 1939), в 1896 году замуж за преподобного Эдварда Фрэнсиса Уэйтли Элиота.

Ему наследовал графство его второй сын, Артур Уильям Кэрнс, у которого осталась одна дочь, и от которого титул перешёл к его двум следующим младшим братьям по очереди, Герберту Джону Кернсу, 3-му графу (1863—1905), и Уилфред Даллас Кэрнс, 4-му граф (1865—1946).